# 데이지 베츠
데이지 베츠(Daisy Betts, 1982년 2월 1일 ~ )는 오스트레일리아의 배우이다.